# Черская, Мавра Павловна
Ма́вра Па́вловна Че́рская (в девичестве Иванова; 3 мая 1857 — 18 декабря 1940, Таганрог) — жена и сподвижница выдающегося исследователя Сибири Ивана Дементьевича Черского (1845—1892). После смерти мужа продолжила начатые им исследования.

## Биография
В сентябре 1877 года в Иркутске вышла замуж за Ивана Дементьевича Черского, квартировавшего в их доме, и у него обучилась грамоте.
С 1878 года участвовала в экспедициях мужа (по Приморскому хребту, рекам Большой и Быстрой, в Баргузинский залив). В 1882—1883 году жила (вместе с мужем и сыном) в селе Преображенском (на Нижней Тунгуске), где под руководством мужа освоила методику метеорологических наблюдений и осуществляла их на протяжении года, а также участвовала в изучении четвертичных отложений, фауны и флоры.
С 1885 года жила в Петербурге, куда на научную работу был приглашён И. Д. Черский. В 1891—1892 годы в качестве зоолога и учёного секретаря участвовала в Колымо-Индигирской экспедиции. 25 июня 1892 года И. Д. Черский скончался, и Мавра Павловна в качестве руководителя завершала работу экспедиции, проведя её по намеченному маршруту (Нижнеколымск — Среднеколымск), после чего вернулась в Якутск, а в 1893 году — в Петербург.
Около 1894 года, оставив сына продолжать образование в Петербурге, переехала в Витебск, где на окраине купила землю и проживала в доме, построенном с помощью М. Ф. Загорского, дальнего родственника мужа. В 1911 году переехала в фольварк Казимирово Высочанской волости (Оршанский уезд). В 1920-е годы была лишена большей части земли.
В 1935 году переехала в Ростов-на-Дону; вела кружки юных любителей географии, участвовала в экскурсиях школьников по родному краю, а также в описании географических фондов Ростовского краеведческого музея.
Умерла 18 декабря 1940 года в Таганрогском доме престарелых.

### Семья
Муж — Иван Дементьевич Черский (1845—1892);
- сын — Александр (1879—1921), орнитолог, натуралист, исследователь Дальнего Востока[4].

## Дом Черской
В Ростове-на-Дону Мавра Павловна Черская с 1936 по 1940 года жила в доме на улице Станиславского, 133 в семье своего внука.
Дом расположен в исторической части Ростова-на-Дону. Построено здание в последней трети XIX века. Сейчас это жилой дом.
Дом двухэтажный, кирпичный, на цоколе из известняка-ракушника, с четырёхскатной крышей. Здание не оштукатурено. Его первый этаж окрашен в белый цвет. Архитектурный облик дома сформирован классическими архитектурными деталями, среди которых: рустовка, декоративные камни над оконными проемами, наличники с дугообразными сандриками и подоконными нишами. Парадный вход в здание акцентирован филенчатыми дверями. Дом имеет опоясывающий межэтажный карниз, венчающий карниз. Проезд во внутренний двор здания выполнен через металлические ворота в его левой части.
В плане дом прямоугольный. Поэтажная планировка дома представлена тремя жилыми комнатами, объединёнными коридором вдоль дворового фасада. В центральной комнате первого этажа дома жила М. П. Черская. В настоящее время мемориальный облик комнаты утрачен. На стене здания в 1961 году была установлена мемориальная доска с надписью: «В этом доме с 1936 г. по 1940 годы проживала выдающаяся русская путешественница и геолог Мавра Павловна Черская. 1857—1940».

## Память
- Воспоминания М. П. Черской опубликованы после её смерти[7]:
  - Черская М. П. Воспоминания о Колымской экспедиции 1892 г. [Публ., введ. С. В. Обручева] // И. Д. Черский. — Иркутск, 1956. — С. 300—309.
- В Ростове-на-Дону на доме № 133 по улице Станиславского, где М. П. Черская жила в 1936—1940 годах, установлена мемориальная доска[3][8].
- Одна из вершин хребта Черского восточнее цепи Верхоянских гор названа пиком Черской[9][10].